# 일봉동
일봉동(日峰洞)은 대한민국 충청남도 천안시 동남구의 행정동으로, 다가동과 용곡동을 관할하고 있다. 행정동 명칭은 다가동과 용곡동 사이에 위치한 일봉산에서 유래하였다.

## 관할 법정동

### 다가동(多可洞)
1920년 행정구역 변경에 의하여 봉명리 일부를 갈라서 산평정(山平町)이라 하다가, 일본식 행정구역 명칭 변경 지침에 의하여 이곳의 원 이름 “다가말”의 이름을 따서 “다가동”이라 변경했다. 다가동의 남쪽에는 일봉산이 자리잡고 있으며, 수도권전철 1호선 봉명역이 다가동 경계에 위치하고 있다.

### 용곡동(龍谷洞)
일봉산 아래에 동서로 길게 펼쳐진 동으로, 2000년대 중반부터 꾸준히 택지지구 개발이 이루어지고 있는 곳이다. 1914년 행정구역 변경으로 두텃골, 눈들, 하리면(下里面)의 다가리 일부를 병합하여 용곡이라 하여 환성면에 편입되었다가 1963년 천안시에 편입되었다. 용소(龍沼)의 龍자와 두텃골[厚垈谷]의 谷자를 따서 용곡동이라는 이름이 붙여졌다.
남부대로 아래의 용곡동 지역은 행정동 신방동에서 관할한다.

## 교육
- 일봉초등학교 (다가동)
- 용곡초등학교 (용곡동)
- 용소초등학교 (용곡동)
- 용곡중학교 (용곡동)

## 아파트
| 단지명                        | 건설사          | 시행사                               | 주소                        | 입주        | 비고                  |
| ----------------------------- | --------------- | ------------------------------------ | --------------------------- | ----------- | --------------------- |
| 천안용곡 1차 세광엔리치타워   | 세광종합건설㈜  | 세광종합건설㈜                       |                             | 2005년 8월  |                       |
| 천안용곡 2차 세광엔리치타워   | 세광종합건설㈜  | 세광종합건설㈜                       |                             | 2007년 10월 |                       |
| 용곡 아이파크                 | 현대산업개발    | 포아21㈜                             | 용곡4길 20 (용곡동)         | 2006년 9월  |                       |
| 용곡 동일하이빌               | 동일토건㈜      | 동일토건㈜                           | 일봉로 71 (1단지)           | 2005년 12월 |                       |
| 용곡 동일하이빌               | 동일토건㈜      | 동일토건㈜                           | 일봉로 72 (2단지) (용곡동)  | 2005년 12월 |                       |
| 용곡 동일하이빌 하이시티      | 동일토건㈜      | 동일토건㈜                           | 일봉로 88 (3단지) (용곡동)  | 2015년 8월  |                       |
| 용곡 동일하이빌 하이시티      | 동일토건㈜      | 동일토건㈜                           | 용곡5길 34 (4단지) (용곡동) | 2015년 8월  |                       |
| 다가동 서해그랑블             | ㈜서해종합건설  | ㈜서해종합건설                       | 천안천공원3길 5-31 (다가동) | 2008년 7월  |                       |
| 다가동 꿈에그린               | 한화㈜ 건설부문 | ㈜대한토지신탁                       | 다가말2길 54 (다가동)       | 2006년 2월  |                       |
| 천안 극동스타클래스 더 퍼스트 | 극동건설        | 천안주공4단지 주택재건축정비사업조합 |                             | 2024년 10월 | 다가주공 4단지 재건축 |

## 교통
- 수도권 전철 1호선 봉명역